# Петров Анатолій Тихонович
Анатолій Тихонович Петров (нар. 13 квітня 1955) — український актор і режисер. Помічник художнього керівника Молодого театру, викладає акторську майстерність в КНУТКІТ ім. І. Карпенка-Карого.

## Біографія
Закінчив Київський театральний інститут у 1977 році, після чого два роки працював у львівському Театрі юного глядача ім. М. Горького. У грудні 1980 року був зарахований до трупи Молодіжного театру.
У 1993 році актор разом з групою однодумців пішов з театру у новостворений «Експериментальний театр» при Києво-Могилянській академії під керівництвом режисера Валерія Більченка. Тут окрім акторської діяльності, реалізував себе як режисер. Пізніше, разом з Ярославом Чорненьким взяв на себе керівництво театром. Після реорганізації «Експериментального театру» повернувся до Молодого театру.
Першим в Україні створив ходульний вуличний театр зі своїми акторами-однодумцями. Нині в репертуарі цього театру 7 вистав і 8 номерів, з якими театр об'їздив пів-Європи.

## Ролі
Грав у виставах:
| - «Піти й не повернутись» (Салій) - «За двома зайцями» (Франт) - «Дума про любов» (Данило) - «Перший гріх» (Микола) - «Пригоди Аліси в країні див» (Краб) - «Сірано де Бержерак» (Вальвер) - «Три сестри» (Ферапонт) - «Слово о полку Ігоревім» (Кончак) - «Золушка» (Радник) | - «Циліндр» (Родо) - «Джикетський маніфест» (Марадон) - «Баня» (Ночкін) - «Диктатура совісті» (Кримов) - «Політ над гніздом зозулі» (Раклі) - «Революційний етюд» (Обух) - «Хоттабич» (Іфрит) - «Всі миші люблять сир» (Паскаль) - «Пригвождені» (Гордий) | - «Пригоди Буратіно» (Дуремат) - «І сказав Б…» (Серьожа) - «Король та морква» (Звіздар) [джерело?] - «Археологія» (Друг) - «Постріл в осінньому саду» (Фірс) - «Голомоза співачка» (Містер Сміт) - «Амфітріон» (Амфітріон) - «Привиди» - «Чекаючи на Годо» (Естрагон) |

## Постановки
Як режисер поставив:
- казку «Як залізний вовк зиму врятував»
- моновиставу за п'єсою Я. Стельмаха «Крихітка Цахес»
- комедію «Квартет для двох»